# RFL Championship 1980-81
El Championship de 1980-81 fue la 86.º edición del torneo de rugby league más importante de Inglaterra.

## Formato
Los equipos se enfrentaron en formato de todos contra todos en condición de local y de visitante, el equipo que terminó en la primera posición al finalizar el torneo se coronó campeón, mientras que los últimos cuatro equipos descendieron.
Se otorgaron 2 puntos por cada victoria, 1 por el empate y 0 por la derrota.

## Desarrollo

### Tabla de posiciones
| Pos. | Equipo               | Encuentros | Encuentros | Encuentros | Encuentros | Tantos | Tantos | Tantos | Puntos |
| Pos. | Equipo               | PJ         | PG         | PE         | PP         | F      | C      | Dif    | Puntos |
| ---- | -------------------- | ---------- | ---------- | ---------- | ---------- | ------ | ------ | ------ | ------ |
| 1    | Bradford Northern    | 30         | 20         | 1          | 9          | 447    | 345    | +102   | 41     |
| 2    | Warrington Wolves    | 30         | 19         | 1          | 10         | 459    | 330    | +129   | 39     |
| 3    | Hull Kingston Rovers | 30         | 18         | 2          | 10         | 509    | 408    | +101   | 38     |
| 4    | Wakefield Trinity    | 30         | 18         | 2          | 10         | 544    | 454    | +90    | 38     |
| 5    | Castleford Tigers    | 30         | 18         | 2          | 10         | 526    | 459    | +67    | 38     |
| 6    | Widnes Vikings       | 30         | 16         | 2          | 12         | 428    | 356    | +72    | 34     |
| 7    | Hull FC              | 30         | 17         | 0          | 13         | 442    | 450    | -8     | 34     |
| 8    | St Helens RFC        | 30         | 15         | 1          | 14         | 465    | 370    | +95    | 31     |
| 9    | Leigh Centurions     | 30         | 14         | 1          | 15         | 416    | 414    | +2     | 29     |
| 10   | Leeds Rhinos         | 30         | 14         | 0          | 16         | 388    | 468    | -80    | 28     |
| 11   | Barrow Raiders       | 30         | 13         | 0          | 17         | 405    | 498    | -93    | 26     |
| 12   | Featherstone Rovers  | 30         | 12         | 0          | 18         | 467    | 446    | +21    | 24     |
| 13   | Halifax RLFC         | 30         | 11         | 0          | 19         | 385    | 450    | -65    | 22     |
| 14   | Salford Red Devils   | 30         | 10         | 1          | 19         | 473    | 583    | -110   | 21     |
| 15   | Workington Town      | 30         | 9          | 3          | 18         | 335    | 457    | -122   | 21     |
| 16   | Oldham RLFC          | 30         | 7          | 2          | 21         | 362    | 563    | -201   | 16     |

|  | Campeón.                      |
|  | Desciende a segunda división. |

| Bandera de Inglaterra     |
| Campeón Bradford Northern |
| Segundo título            |